# Carlos Salomón Tapia
Carlos Antonio Salomón Tapia (Santiago, Chile, 28 de marzo del 2000) es un futbolista profesional chileno que se desempeña como defensor central y actualmente milita en Deportes Copiapó en la Primera B de Chile.

## Trayectoria

### Universidad Católica
Inicio sus primeros pasos en el fútbol en las divisiones inferiores de Universidad Católica. Participó en la pretemporada del club en inicios 2020, y fue promovido al primer equipo para la temporada de ese año por el actual técnico Ariel Holan. En el ámbito internacional fue incluido en la lista de 30 jugadores inscritos para disputar la Copa Libertadores. En el año 2020, tras las lesiones de Benjamín Kuscevic y Tomás Astaburuaga, Ariel Holan lo habría solicitado para formar parte del plantel profesional, para cumplir con la regla sub-20 de la Primera División de Chile.
Debutó oficialmente el 26 de septiembre de 2020, jugando todo el partido en el empate a 2 de Universidad Católica contra Everton por la fecha doce de la Primera División de Chile 2020. A inicios de diciembre, firmó su primer contrato profesional con Universidad Católica hasta mediados del año 2023. En febrero de 2021, celebró su primer título nacional con Universidad Católica al ganar el campeonato Primera División 2020 y al mes siguiente la Supercopa 2020. El 22 de junio de 2021, marcó su primer gol como profesional en el empate 1 a 1 de Universidad Católica frente a Deportes Iquique por el partido ida correspondiente a la segunda fase de la Copa Chile 2021. A finales de año con el club consiguió el título de la Supercopa 2021.
A finales de 2021, el club disputó la final de la Supercopa 2021 frente a Ñublense, donde la UC se coronó en tanda de penales tricampeón de está competencia, también la institución se coronó tetracampeón del torneo nacional, tras ganar las ediciones 2018, 2019, 2020 y 2021, Salomón formó parte de los últimos dos torneos y está nueva estrella se convirtió en su cuarto título con la franja.

## Estadísticas

### Clubes
| Club                         | Div.          | Temporada     | Liga  | Liga  | Copas Nacionales | Copas Nacionales | Torneos Internacionales | Torneos Internacionales | Total | Total |
| Club                         | Div.          | Temporada     | Part. | Goles | Part.            | Goles            | Part.                   | Goles                   | Part. | Goles |
| ---------------------------- | ------------- | ------------- | ----- | ----- | ---------------- | ---------------- | ----------------------- | ----------------------- | ----- | ----- |
| Universidad Católica · Chile | 1.ª           | 2020          | 7     | 0     | 1                | 0                | —                       | —                       | 8     | 0     |
| Universidad Católica · Chile | 1.ª           | 2021          | 4     | 0     | 4                | 1                | —                       | —                       | 8     | 1     |
| Universidad Católica · Chile | Total club    | Total club    | 11    | 0     | 5                | 1                | 0                       | 0                       | 16    | 1     |
| Santiago Morning · Chile     | 2.ª           |               |       |       |                  |                  |                         |                         |       |       |
| Santiago Morning · Chile     | 2.ª           | 2022          | 22    | 0     | 3                | 0                | —                       | —                       | 25    | 0     |
| Santiago Morning · Chile     | Total club    | Total club    | 22    | 0     | 3                | 0                | 0                       | 0                       | 25    | 0     |
| Deportes Santa Cruz · Chile  | 2.ª           |               |       |       |                  |                  |                         |                         |       |       |
| Deportes Santa Cruz · Chile  | 2.ª           | 2023          | 0     | 0     | 0                | 0                | —                       | —                       | 0     | 0     |
| Deportes Santa Cruz · Chile  | Total club    | Total club    | 0     | 0     | 0                | 0                | 0                       | 0                       | 0     | 0     |
| Total carrera                | Total carrera | Total carrera | 33    | 0     | 8                | 1                | 0                       | 0                       | 41    | 1     |
| 1. 2.                        |               |               |       |       |                  |                  |                         |                         |       |       |

## Palmarés

### Títulos nacionales
| Título             | Equipo                     | País  | Año  |
| ------------------ | -------------------------- | ----- | ---- |
| Primera División   | C. D. Universidad Católica | Chile | 2020 |
| Supercopa de Chile | C. D. Universidad Católica | Chile | 2020 |
| Supercopa de Chile | C. D. Universidad Católica | Chile | 2021 |
| Primera División   | C. D. Universidad Católica | Chile | 2021 |